# Station Dedensen/Gümmer
Station Dedensen/Gümmer (Haltepunkt Dedensen/Gümmer) is een spoorwegstation in de Duitse plaats Gümmer in de deelstaat Nedersaksen. Het station ligt aan de spoorlijn Hannover - Minden. De plaatsen Dedensen en Gümmer horen allebei tot de gemeente Seelze. 

## Indeling
Het station heeft één zijperron en één eilandperron met twee perronsporen, in totaal drie perronsporen. Het eilandperron is deels overkapt en het zijperron heeft een abri. De perrons zijn verbonden via een fiets- en voetgangerstunnel, die de straten Gümmerdamm en Landschaftsstraße verbindt. Deze tunnel is via trappen en hellingbanen te bereiken, het eilandperron ook via een lift. De baanvaksnelheid is op de noordelijke twee sporen 200 km/uur, waardoor een deel van de perrons van spoor 1 en 2 zijn afgestreept in verband met de veiligheid. Aan beide zijden van de sporen zijn er fietsenstallingen en parkeerterreinen. 

## Verbindingen
Het station is onderdeel van de S-Bahn van Hannover, die wordt geëxploiteerd door DB Regio Nord. De volgende treinseries doen het station Dedensen/Gümmer aan:
| Serie | Treinsoort             | Route                                                                                              | Bijzonderheden                     |
| ----- | ---------------------- | -------------------------------------------------------------------------------------------------- | ---------------------------------- |
| S1    | S-Bahn (DB Regio Nord) | Minden (Westf) – Haste – Dedensen/Gümmer – Seelze – Hannover Hbf – Weetzen – Barsinghausen – Haste |                                    |
| S2    | S-Bahn (DB Regio Nord) | Nienburg (Weser) – Dedensen/Gümmer – Seelze – Hannover Hbf – Weetzen – Barsinghausen – Haste       | Zondags alleen Nienburg - Hannover |

Hannover Hbf ·
Hannover-Nordstadt ·
Hannover-Leinhausen · 
Letter ·
Seelze ·
Dedensen/Gümmer ·
Wunstorf ·
Haste ·
Lindhorst ·
Stadthagen ·
Kirchhorsten ·
Bückeburg ·
Minden (Westf) ·
Porta Westfalica ·
Bad Oeynhausen ·
Löhne (Westf) ·
Hiddenhausen-Schweicheln ·
Herford ·
Brake ·
Bielefeld Hbf ·
Brackwede ·
Isselhorst-Avenwedde ·
Gütersloh Hbf ·
Rheda-Wiedenbrück ·
Oelde ·
Neubeckum ·
Ahlen (Westf) ·
Heessen ·
Hamm (Westf)